# Keler CCP
Die KELER CCP ist eine zentrale Gegenpartei (CCP) mit Sitz in Ungarn, die Clearing- und Garantiedienstleistungen für verschiedene ungarische Finanzmärkte anbietet. Als Teil der KELER-Gruppe spielt KELER CCP eine entscheidende Rolle in der ungarischen Finanzinfrastruktur, indem es das Kontrahentenrisiko steuert und den reibungslosen Betrieb der Clearingmärkte gewährleistet. Sie fungiert auch als National Numbering Agency des Landes.

## Geschichte
Die KELER CCP wurde 2008 von KELER, der Ungarischen Zentralbank (MNB) und der Budapester Börse (BSE) gegründet. Das Unternehmen nahm am 1. Januar 2009 seinen Betrieb auf und übernahm die Funktion der zentralen Gegenpartei an der BSE. 2010 erweiterte KELER CCP sein Leistungsangebot und begann mit dem Clearing von Transaktionen auf der ungarischen Erdgas-Bilanzierungsplattform und bot Dienstleistungen für Nicht-Clearing-Mitglieder am HUPX-Markt an. Im darauffolgenden Jahr 2011 wurde KELER CCP in eine Gesellschaft mit beschränkter Haftung umgewandelt.